# 座間一郎
座間 一郎（ざま いちろう、1958年11月24日 - 2023年6月）は、日本の実業家、TBWA HAKUHODO取締役会長。

## 人物・経歴
1958年、東京都生まれ。立教大学卒業。総合商社を経て1984年博報堂入社。営業としてキャリアを歩む。TBWA CHIAT DAY（米国）グループアカウントディレクター、博報堂ジーワン副社長を経て、2006年8月のTBWA HAKUHODO設立とともに副社長に就任。2009年4月から代表取締役社長。2013年6月から博報堂取締役常務執行役員を兼務。2015年4月取締役会長。